# Trafostanice

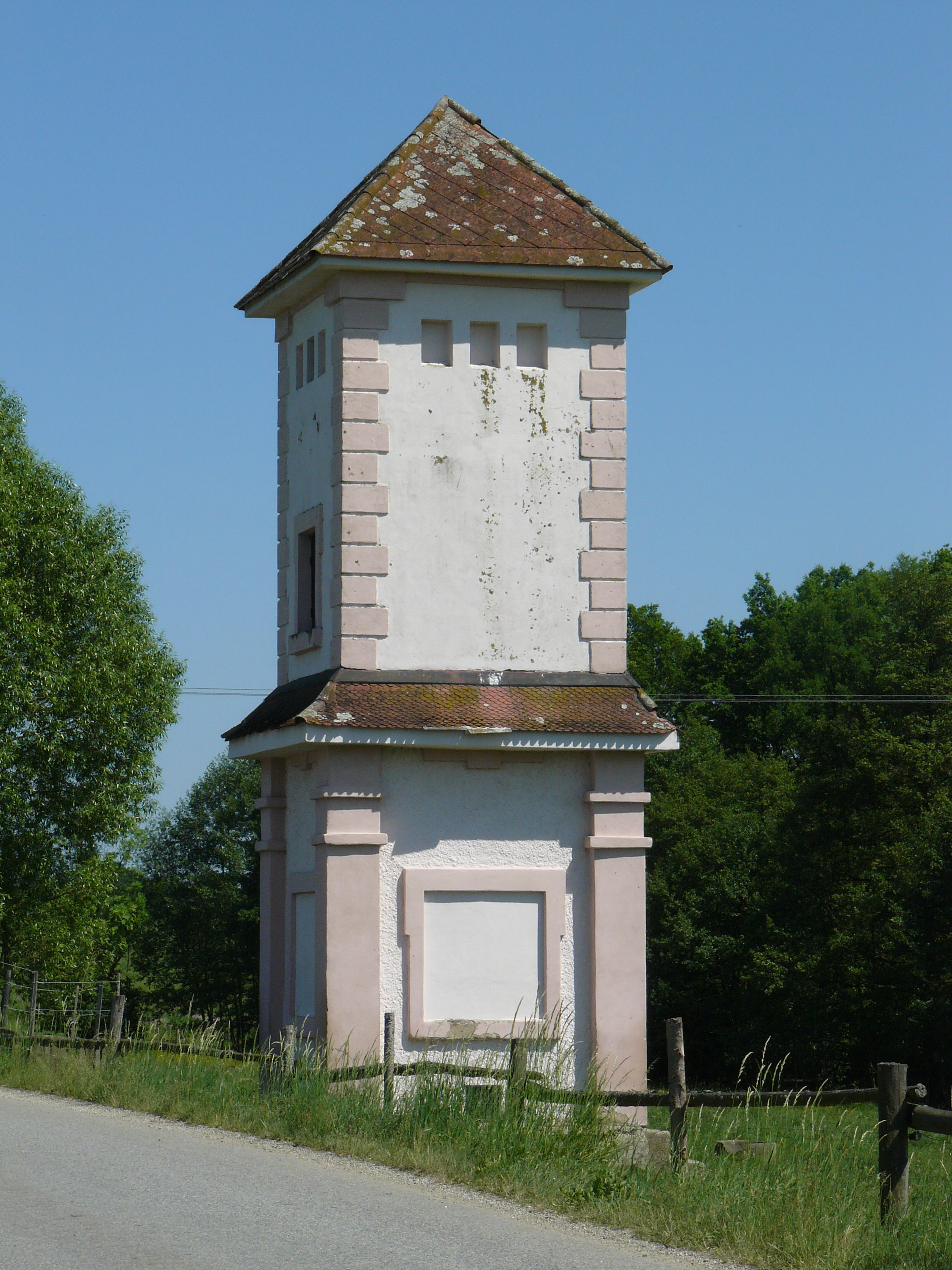
Historická trafostanice v Babicích

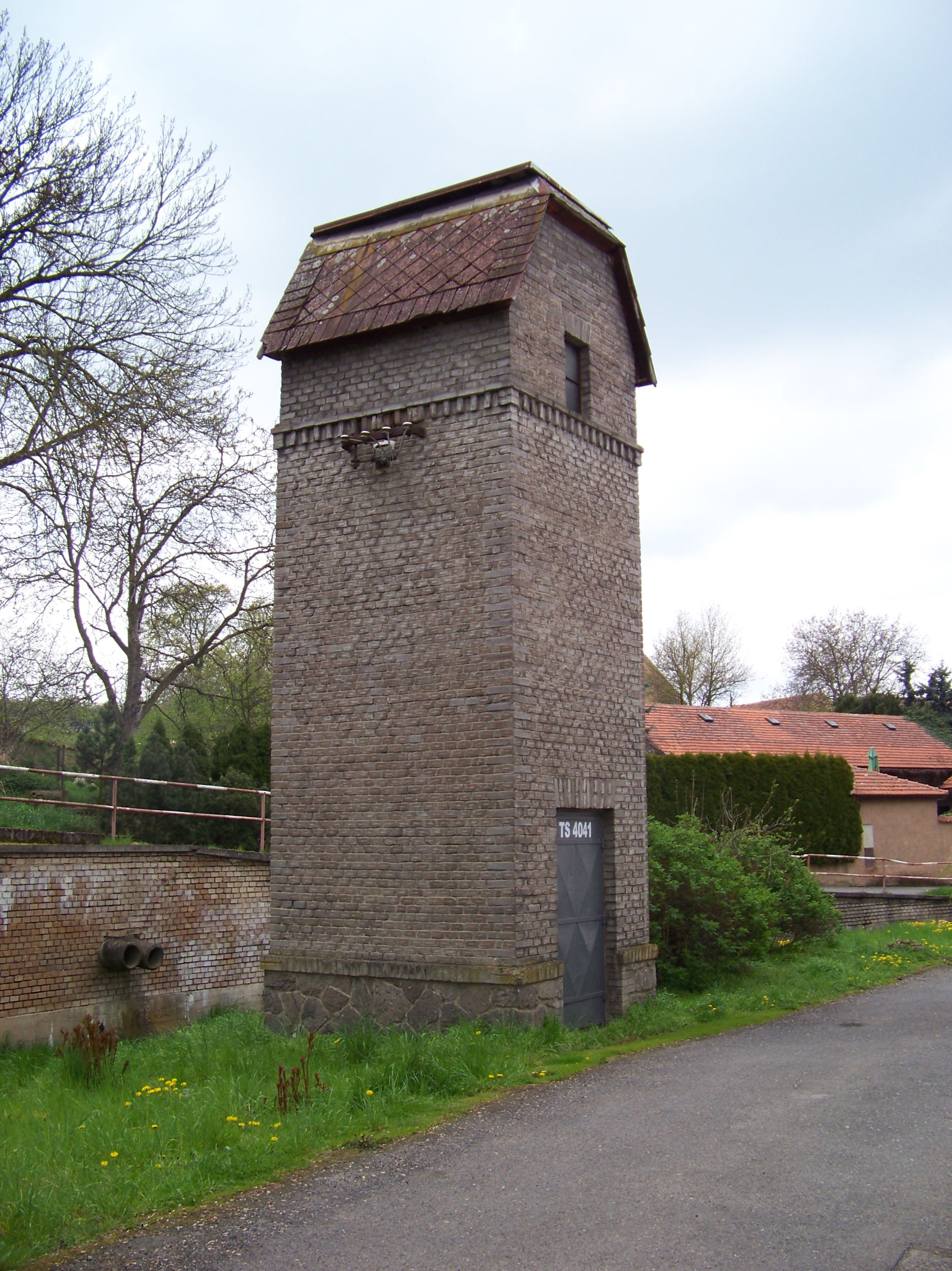
Trafostanice v Nedvězí. Stavba z roku 1924 je chráněna jako kulturní památka

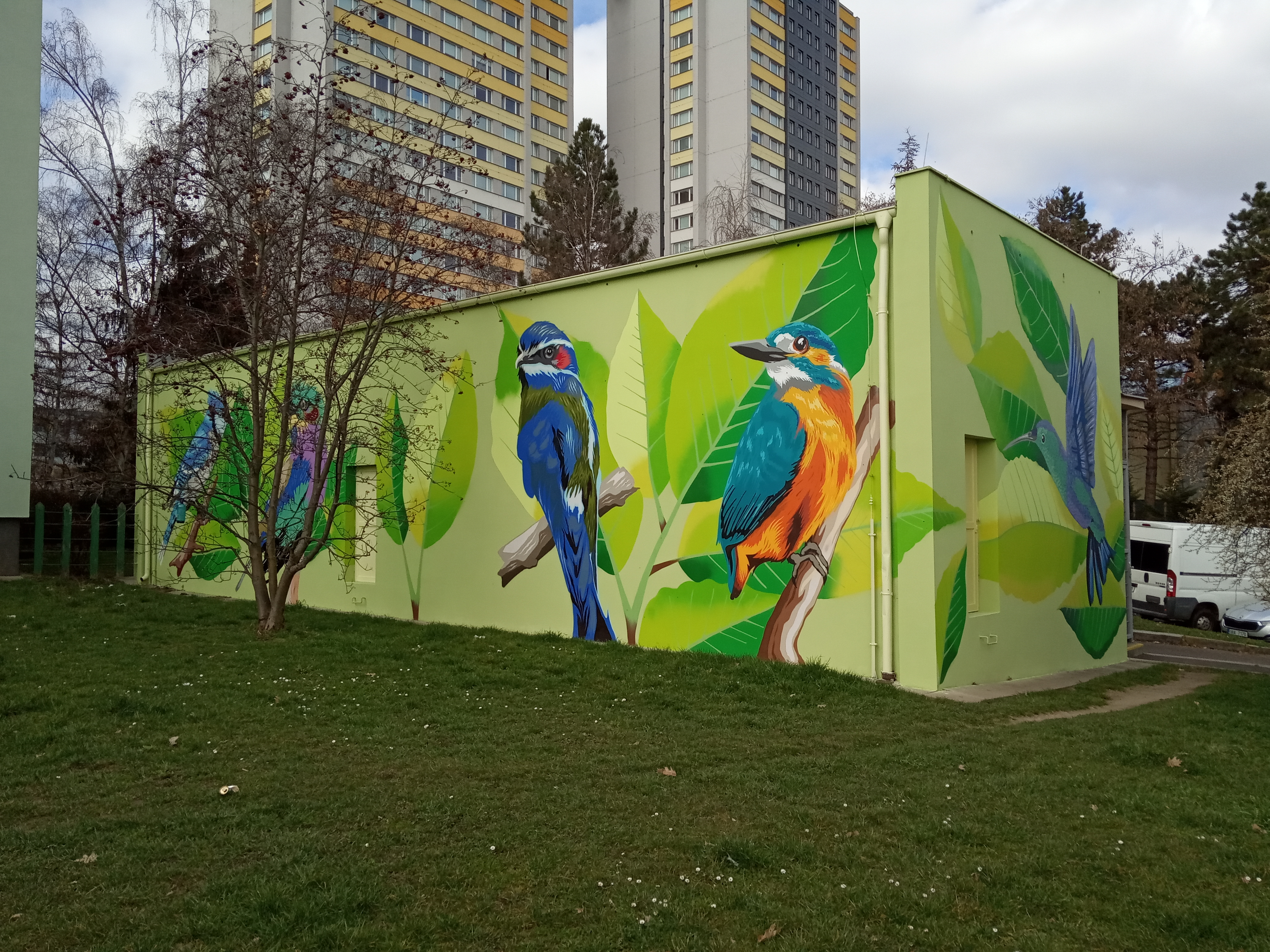
Pomalovaná trafostanice v Praze-Hájích

Trafostanice (zkratka z transformační stanice, zkratka obojího TS, hovorově trafačka) je elektrické zařízení, které je součásti elektrické přenosové a distribuční soustavy. Ve velkých městech, jako je Praha, jsou trafostanice poměrně často umístěny i v zástavbě v obytných domech (označeny zkratkou TS a číslem). 

## Princip
Jde o místní budovu, část budovy, sloup nebo stožár, kde je pro svůj provoz umístěn transformátor. Typicky jde o snižování napětí v distribuční síti z VN 3× 22 kV (35 kV) na NN 3× 400 V, o velikosti dané příkonem podle potřeb v místě obce.

## Revize
Trafostanice patří do kategorie vyhrazených technických zařízení, na kterých je, podle energetického zákona (zákon č. 458/2000 Sb.), povinnost provádět pravidelné revize a úkony údržby.
Druhy revizí
- výchozí revize - provádí se vždy u nových elektrických zařízení, před jejich uvedením do provozu,
- pravidelná revize - vykonává se v pravidelných periodách dle druhu prostředí podle ČSN 33 1500.

Lhůty revizí
- 1× za 5 let - platí pro trafostanice nacházející se ve vnitřním prostoru (normální, základní prostředí),
- 1× za 4 roky - pokud je trafostanice umístěna ve venkovním prostředí (nebo pod přístřeškem).

Revize smí provádět autorizovaná osoba, tzv. revizní technik, která získala oprávnění na základě přezkoušení Technickou inspekcí České republiky (TIČR).
Předpis ČSN 33 1500 popisuje řád preventivní údržby. Obsahem dokumentu jsou činnosti údržby, které je nutno provádět v předepsaných periodách. Pokud je řád preventivní údržby dodržován, s prokazatelnými záznamy o údržbě, je možno upustit od provádění pravidelných revizí. Za dodržování úkonů údržby je zodpovědný provozovatel elektrického zařízení.

## Druhý život trafostanic
Pro v současnosti již nepotřebné trafostanice se hledá nové využití. Umělecky hodnotná je tzv. Zengerova transformační stanice v Praze na Klárově (budova z let 1930–32/34), z níž vznikla v únoru 2022 galerie Kunsthalle Praha, nebo rondokubistická trafostanice Na Zatlance v katastru pražského Smíchova (budova z roku 1925), v níž vznikla rovněž malá galerie a kavárna.
další
- Edisonova transformační stanice (Praha, Nové Město)
- Trafačka (Praha-Libeň) – 2006–2014 – multikulturní centrum, předchůdce současné Trafo Gallery v Holešovické tržnici (viz níže).[4] Tato trafostanice byla v roce 2015 zbořena, dnes (2025) je na jejím místě bytový dům Harfa Design Residence
- Praha-Holešovice (Holešovická tržnice) – Trafo Gallery[5]
- Lipnice nad Sázavou – trafostanice z roku 1913[6] byla adaptována na funkční (2025) ubytování (prázdninový dům, tzv. tiny house)[7]

## Související
- Měnírna
- Rozvodna (např. Transformovna a rozvodna na Bohdalci)
- Trafačka